# Pankratowka (obwód lipiecki)
Pankratowka (ros. Панкратовка) – wieś (dieriewnia) w Rosji, w obwodzie lipieckim, w rejonie izmałkowskim. W 2010 liczyła 669 mieszkańców.